# Der Fuehrer's Face
Der Fuehrer's Face är en amerikansk tecknad film från 1942 av Walt Disney Studios med Kalle Anka, samt en låt från samma film. Båda gör narr av Nazityskland och Adolf Hitler. Filmen regisserades av Jack Kinney och hade premiär den 1 januari 1942 i USA som en antinazistisk propagandafilm för den amerikanska krigsmaskinen. Samma år vann den en Oscar för bästa animerade kortfilm, och år 1994 hamnade den på 22:a plats av Jerry Becks verk The 50 Greatest Cartoons.

## Handling
En mässingsorkester, med bland annat Hideki Tojo på sousafon och Benito Mussolini på bastrumma, marscherar genom en liten stad i Tyskland och sjunger om nazismens fördelar. När de passerar Kalle Ankas hus slänger de ut honom ur sängen med en bajonett för att han ska ut och arbeta. På grund av ransoneringen under andra världskriget består hans frukost av stenhårt bröd så hårt att han måste såga itu det, kaffe bryggt av en enda kaffeböna samt arom av bacon och ägg. Till och med hans uniform består av papper. Bandet ger honom ett exemplar av Mein Kampf innan det bär av till arbetet på vapenfabriken, där han arbetar med att manuellt skruva granattoppar på granaterna. Det uppskruvade arbetstempot på fabriken tillsammans med tvång att emellanåt göra Hitlerhälsning leder dock till ett sammanbrott. På slutet visar det sig att det hela var en dröm och Kalle Anka vaknar upp i sitt hus hemma i USA. Skuggan av en gestalt med uppsträckt högerarm får honom först att tro att han fortfarande är i Tyskland, men till sin glädje upptäcker han att det var skuggan av en statyett av Frihetsgudinnan. Han kysser statyetten och utbrister "Åh, vad jag är glad att jag är en medborgare i Amerikas Förenta Stater!"

## Om filmen
I Sverige totalförbjöds filmen av Statens biografbyrå.
Filmen finns utgiven på de amerikanska DVD utgåvorna av Walt Disney Treasures "Chronological Donald Volume 2" och "Behind the Front Lines". Däremot är filmen, tillsammans med två andra kortfilmer, borttagen på den europeiska utgåvan av "Chronological Donald Volym 2". Detta är gjort i censureringssyfte från Buena Vistas håll, då samma utgåva ges ut i Tyskland och Italien där kortfilmerna kan väcka anstöt för sina starka parodieringar på Hitler och Mussolini.